# テトラヒドロベルベリンオキシダーゼ
テトラヒドロベルベリンオキシダーゼ（tetrahydroberberine oxidase, (S)-THB oxidase）は、イソキノリンアルカロイド生合成酵素の一つで、次の化学反応を触媒する酸化還元酵素である。
(S)-テトラヒドロベルベリン + 2 O2 {\displaystyle \rightleftharpoons } ベルベリン + 2 H2O2
反応式の通り、この酵素の基質は(S)-テトラヒドロベルベリンと酸素、生成物はベルベリンと過酸化水素である。
組織名は(S)-tetrahydroberberine:oxygen oxidoreductaseである。